# Bilan saison par saison du Sporting Club nîmois
Cet article présente le bilan saison par saison du Sporting Club nîmois depuis sa création en 1901 jusqu'à sa disparition en 1936.
Il contient également des informations sur les trente-et-unes saisons où le club a évolué sous le statut amateur.
Les saisons sous le statut professionnel font l'objet quant à elles d'articles spécifiques.

## Bilan saison par saison
| Saison                   | Champ                       | Cl        | Pts | J  | G  | N | P  | Bp | Bc | Dif | CdF     | CdL | TdC | CE | M. buteur | B | Entraîneur | Aff |
| ------------------------ | --------------------------- | --------- | --- | -- | -- | - | -- | -- | -- | --- | ------- | --- | --- | -- | --------- | - | ---------- | --- |
| 1900-01                  |                             |           |     |    |    |   |    |    |    |     |         |     |     |    |           |   |            |     |
| 1901-02                  |                             |           |     |    |    |   |    |    |    |     |         |     |     |    |           |   |            |     |
| 1902-03                  |                             |           |     |    |    |   |    |    |    |     |         |     |     |    |           |   |            |     |
| 1903-04                  |                             |           |     |    |    |   |    |    |    |     |         |     |     |    |           |   |            |     |
| 1904-05                  |                             |           |     |    |    |   |    |    |    |     |         |     |     |    |           |   |            |     |
| 1905-06                  |                             |           |     |    |    |   |    |    |    |     |         |     |     |    |           |   |            |     |
| 1906-07                  | Ch.Languedoc 1resérie       |           |     |    |    |   |    |    |    |     |         |     |     |    |           |   |            |     |
| 1907-08                  | Ch.Languedoc 1resérie       | 1er       |     |    |    |   |    |    |    |     |         |     |     |    |           |   |            |     |
| 1908-09                  |                             |           |     |    |    |   |    |    |    |     |         |     |     |    |           |   |            |     |
| 1909-10                  |                             |           |     |    |    |   |    |    |    |     |         |     |     |    |           |   |            |     |
| 1910-11                  |                             |           |     |    |    |   |    |    |    |     |         |     |     |    |           |   |            |     |
| 1911-12                  | Ch.Languedoc 2esérie        |           |     |    |    |   |    |    |    |     |         |     |     |    |           |   |            |     |
| 1912-13                  | Ch.Languedoc 2esérie        | 1er ou 2e |     |    |    |   |    |    |    |     |         |     |     |    |           |   |            |     |
| 1913-14                  | Ch.Languedoc 1resérie       |           |     |    |    |   |    |    |    |     |         |     |     |    |           |   |            |     |
| Première Guerre mondiale |                             |           |     |    |    |   |    |    |    |     |         |     |     |    |           |   |            |     |
| 1919-20                  | Ligue Sud-Est 1resérie      |           |     |    |    |   |    |    |    |     |         |     |     |    |           |   |            |     |
| 1920-21                  | Ch.Languedoc                | 3e        |     |    |    |   |    |    |    |     | 2etour  |     |     |    |           |   |            |     |
| 1921-22                  | Ch.Languedoc                | 1er       |     |    |    |   |    |    |    |     |         |     |     |    |           |   |            |     |
| 1922-23                  | DH Sud-Est                  | 5e        |     |    |    |   |    |    |    |     | 1/4 f   |     |     |    |           |   |            |     |
| 1923-24                  | Ch.Languedoc                |           |     | 18 | 14 | 3 | 1  | 68 | 17 | 51  | 1/8ef   |     |     |    |           |   |            |     |
| 1924-25                  | DH Sud-Est                  | 2e        |     |    |    |   |    |    |    |     | 1/8ef   |     |     |    |           |   |            |     |
| 1925-26                  | DH Sud-Est                  |           |     |    |    |   |    |    |    |     |         |     |     |    |           |   |            |     |
| 1926-27                  | DH Sud-Est                  |           |     |    |    |   |    |    |    |     |         |     |     |    |           |   |            |     |
| 1927-28                  | DH-B Sud-Est                |           |     |    |    |   |    |    |    |     |         |     |     |    |           |   |            |     |
| 1928-29                  | DH Sud-Est                  | 3e        |     |    |    |   |    |    |    |     |         |     |     |    |           |   |            |     |
| 1929-30                  | DH Sud-Est                  | 4e        | 13  | 14 | 6  | 1 | 7  |    |    |     |         |     |     |    |           |   |            |     |
| 1930-31                  | DH Sud-Est                  | 8e        | 11  | 14 | 4  | 3 | 7  | 20 | 30 | -10 |         |     |     |    |           |   |            |     |
| 1931-32                  | DH Sud-Est                  | 7e        |     |    |    |   |    |    |    |     |         |     |     |    |           |   |            |     |
| 1932-33                  | National Gr A               | 5e        | 19  | 18 | 8  | 3 | 7  | 37 | 38 | -1  | 1/8ef   |     |     |    |           |   |            |     |
| 1933-34                  | National                    | 9e        | 25  | 26 | 11 | 3 | 12 | 68 | 72 | -4  | 1/16ef  |     |     |    |           |   |            |     |
| 1934-35                  | Division 1                  | 16e       | 15  | 30 | 5  | 5 | 20 | 35 | 67 | -32 | 1/16ef  |     |     |    |           |   |            |     |
| 1935-36                  | Division 2                  | 19e       | 0   | 0  | 0  | 0 | 0  | 0  | 0  | 0   |         |     |     |    |           |   |            |     |
| 1936-37                  | District Gard 1re série     | 1er       |     |    |    |   |    |    |    |     |         |     |     |    |           |   |            |     |
| Club en sommeil          |                             |           |     |    |    |   |    |    |    |     |         |     |     |    |           |   |            |     |
| 2012-13                  | Pr 2e Div. Gard-Lozère Gr B | 7e        | 45  | 20 | 8  | 1 | 11 | 38 | 40 | -2  |         |     |     |    |           |   |            |     |
| 2013-14                  | 2e Div. Gard-Lozère Gr B    | 4e        | 55  | 20 | 12 | 2 | 6  | 53 | 37 | 16  | 1ertour |     |     |    |           |   |            |     |
| 2014-15                  | 2e Div. Gard-Lozère Gr B    | 2e        | 71  | 20 | 16 | 3 | 1  | 90 | 22 | 68  | 2etour  |     |     |    |           |   |            |     |
| 2015-16                  | Pr 1re Gard-Lozère Gr D     | 3e        | 69  | 22 | 15 | 2 | 5  | 74 | 25 | 49  | 1ertour |     |     |    |           |   | Mazmanian  |     |
| 2016-17                  | Pr 1re Gard-Lozère Gr C     | 4e        | 56  | 18 | 12 | 2 | 4  | 75 | 27 | 48  | 1ertour |     |     |    |           |   | Mazmanian  |     |
| 2017-18                  | Départemantal 4 Gr C        | 1er       | 63  | 18 | 14 | 3 | 1  | 57 | 22 | 35  | 1ertour |     |     |    |           |   | Jozé       |     |
| 2018-19                  | Départemantal 3 Gr B        |           |     |    |    |   |    |    |    |     | 3etour  |     |     |    |           |   | Jozé       |     |

## Saisons sous le statut amateur (avant-guerre: 1901-1932)

### Saison 1923-1924
La saison 1923-1924 du SC Nîmois voit le club évoluer en Championnat du Languedoc de 1er série pour la première fois après une saison passée dans l'élite du football régional.
Lors de cette saison, le club nîmois obtient le droit de participer aux barrages d'accession en Division d'Honneur du Sud-Est.
Les nîmois obtiennent le droit d'évoluer à l'échelon supérieur la saison suivante en remportant leurs matchs de barrages auxquels participent également l'Olympique d'Antibes, l'Olympique Alaisien et le Stade raphaëlois.
En coupe de France, les nîmois atteignent les huitièmes de finale où ils se font éliminer par Le Havre AC.
| Rang | Équipe    | Pts | J | G | N | P | Bp | Bc | Diff |
| ---- | --------- | --- | - | - | - | - | -- | -- | ---- |
| 1    | SC Nîmois |     | 8 | 6 | 2 | 0 | 36 | 5  | +31  |
| 2    | ...       |     |   |   |   |   |    |    |      |

- Qualifié pour les poules de barrages

| Rang | Équipe            | Pts | J | G | N | P | Bp | Bc | Diff |
| ---- | ----------------- | --- | - | - | - | - | -- | -- | ---- |
| 1    | SC Nîmois         | 17  | 6 | 5 | 1 | 0 | 19 | 4  | +15  |
| 2    | RC Agathois       | 11  | 6 | 3 | 1 | 2 | 10 | 12 | -2   |
| 3    | UC Vergézoise     | 8   | 6 | 2 | 1 | 3 | 7  | 8  | -1   |
| 4    | FC Montpelliérain | 2   | 6 | 0 | 1 | 5 | 3  | 15 | -12  |

- Qualifié pour la finale des barrages

| Adversaire                     | Résultat aller | Résultat retour |
| ------------------------------ | -------------- | --------------- |
| US Sommiéroise                 | 3-1            | 9-1             |
| UC Vergézoise                  | 1-1            | 2-1             |
| SC Monpelliérain               | 6-0            | 4-0             |
| Stade Sainte-Barbe Grand-Combe | 13-1           | 0-0             |

| Adversaire        | Résultat aller | Résultat retour |
| ----------------- | -------------- | --------------- |
| FC Montpelliérain | 5-0            | 2-1             |
| UC Vergézoise     | 5-1            | 1-0             |
| RC Agathois       | 4-0            | 2-2             |

| Tour                                  | Adversaire        | Résultat |
| ------------------------------------- | ----------------- | -------- |
| Match aller                           | SO Montpelliérain | 1-1      |
| Match retour (Arrêté à la 55e minute) | SO Montpelliérain | 2-0      |
| Match retour (Rejoué)                 | SO Montpelliérain | 4-1      |

| Tour            | Adversaire                        | Résultat |
| --------------- | --------------------------------- | -------- |
| 3e Tour         | FC Lyon (Division inconnue)       | 6-1      |
| 1/32e de finale | Bordeaux EC (Division inconnue)   | 5-4      |
| 1/16e de finale | RC Strasbourg (Division inconnue) | 2-1      |
| 1/8e de finale  | Le Havre AC (Division inconnue)   | 0-2      |

### Saison 1924-1925
La saison 1924-1925 du SC Nîmois voit le club évoluer en Division d'Honneur du Sud-Est pour la première fois après une saison passée en championnat du Languedoc.
Lors de cette saison, le club nîmois qui est à la lutte avec le FC Cette pour obtenir la première place de son groupe, termine à une très bonne deuxième place tout à fait honorable pour un promu.
En coupe de France, les nîmois atteignent les huitièmes de finale où ils se font éliminer par l'Amiens SC.
| Rang | Équipe            | Pts | J | G | N | P | Bp | Bc | Diff |
| ---- | ----------------- | --- | - | - | - | - | -- | -- | ---- |
| 1    | FC Cette          |     | 6 |   |   |   |    |    |      |
| 2    | SC Nîmois         |     | 6 |   |   |   |    |    |      |
| 3    | GC Lunel          |     | 6 |   |   |   |    |    |      |
| 4    | SO Montpelliérain |     | 6 |   |   |   |    |    |      |

- Qualifié pour la finale à 4 du championnat
- Participe à la phase de relégation

| Rang | Équipe                 | Pts | J | G | N | P | Bp | Bc | Diff |
| ---- | ---------------------- | --- | - | - | - | - | -- | -- | ---- |
| 1    | FC Cette               |     |   |   |   |   |    |    |      |
| 2    | SC Nîmois              |     |   |   |   |   |    |    |      |
| 3    | Olympique de Marseille |     |   |   |   |   |    |    |      |
| 4    | Stade raphaëlois       |     |   |   |   |   |    |    |      |
| 5    | AS Cannes              |     |   |   |   |   |    |    |      |
| 6    | GC Lunel               |     |   |   |   |   |    |    |      |
| 7    | SO Montpelliérain      |     |   |   |   |   |    |    |      |
| 8    | CASG Marseille         |     |   |   |   |   |    |    |      |

- Participe aux barrages DH/1re  série

| Adversaire        | Résultat aller  | Résultat retour |
| ----------------- | --------------- | --------------- |
| FC Cette          | 0-1             | Score inconnu   |
| SO Montpelliérain | 4-1             | Score inconnu   |
| GC Lunel          | Scores inconnus | Scores inconnus |

| Tour            | Adversaire                            | Résultat |
| --------------- | ------------------------------------- | -------- |
| 1/32e de finale | SO Pont de Cheruy (Division inconnue) | 8-0      |
| 1/16e de finale | AS Strasbourg (Division inconnue)     | 1-0      |
| 1/8e de finale  | Amiens SC (Division inconnue)         | 0-1      |

### Saison 1925-1926
La saison 1925-1926 du SC Nîmois voit le club évoluer en Division d'Honneur du Sud-Est pour la deuxième saison consécutive.
Lors de cette saison, le club nîmois termine à la quatrième place du championnat, assez loin du FC Cette qui remporte une nouvelle fois le titre.
En coupe de France, les nîmois se font éliminer dès les trente-deuxième de finale par le Stade montois.
| Rang | Équipe                 | Pts | J  | G  | N | P  | Bp | Bc | Diff |
| ---- | ---------------------- | --- | -- | -- | - | -- | -- | -- | ---- |
| 1    | FC Cette               | 35  | 14 | 10 | 1 | 3  |    |    |      |
| 2    | Olympique de Marseille | 34  | 14 | 9  | 2 | 3  | 35 | 20 | +15  |
| 3    | GC Lunel               | 31  | 14 | 8  | 1 | 5  |    |    |      |
| 4    | AS Cannes              | 29  | 14 | 7  | 1 | 6  |    |    |      |
| 5    | SC Nîmois              | 26  | 14 | 5  | 2 | 7  | 27 | 32 | -5   |
| 6    | Stade raphaëlois       | 24  | 14 | 4  | 2 | 8  |    |    |      |
| 7    | Olympique Alaisien     | 23  | 14 | 3  | 3 | 8  |    |    |      |
| 8    | SO Montpelliérain      | 22  | 14 | 4  | 0 | 10 | 22 | 40 | -18  |

- Relégué en Division d'Honneur B

| Adversaire             | Résultat aller | Résultat retour |
| ---------------------- | -------------- | --------------- |
| FC Cette               | 1-1            | 0-5             |
| Olympique de Marseille | 3-1            | 2-4             |
| AS Cannes              | 3-2            | 2-1             |
| SO Montpelliérain      | 2-3            | 4-0             |
| Stade raphaëlois       | 0-2            | 0-3             |
| GC Lunel               | 2-2            | 4-5             |
| Olympique Alésien      | 3-1            | 1-2             |

| Tour            | Adversaire                       | Résultat |
| --------------- | -------------------------------- | -------- |
| 1/32e de finale | Stade montois (Division Honneur) | 1-3      |

### Saison 1926-1927
La saison 1926-1927 du SC Nîmois voit le club évoluer en Division d'Honneur du Sud-Est pour la troisième saison consécutive.
À l'issue de la saison le club nîmois participe aux barrages contre les meilleures équipes de DH-B, le SO Montpellier et l'Olympique Alésien et est relégué à l'échelon inférieur pour la saison suivante.
En coupe de France, les nîmois se font éliminer dès les seizièmes de finale par le CA Paris.
| Rang | Équipe | Pts | J | G | N | P | Bp | Bc | Diff |
| ---- | ------ | --- | - | - | - | - | -- | -- | ---- |
| ...  |        |     |   |   |   |   |    |    |      |

| Adversaire        | Résultat        |                 |
| ----------------- | --------------- | --------------- |
| SO Montpellier    | 1-3             |                 |
| Olympique Alésien | Scores inconnus | Scores inconnus |

| Tour            | Adversaire                       | Résultat |
| --------------- | -------------------------------- | -------- |
| 4e tour         | ES Montoise (Division Honneur)   | 4-0      |
| 1/32e de finale | RC Strasbourg (Division Honneur) | 3-2      |
| 1/16e de finale | CA Paris (Division Honneur)      | 1-3      |

### Saison 1927-1928
La saison 1927-1928 du SC Nîmois voit le club évoluer en Division d'Honneur du Sud-Est B pour la première saison après avoir évolué trois saisons dans l'élite régionale.
À l'issue de la saison le club nîmois participe aux barrages et est promu en division supérieure.
En coupe de France, les nîmois se font éliminer dès les trente-deuxième de finale par le Red Star Olympique.
| Rang | Équipe | Pts | J | G | N | P | Bp | Bc | Diff |
| ---- | ------ | --- | - | - | - | - | -- | -- | ---- |
| ...  |        |     |   |   |   |   |    |    |      |

| Tour            | Adversaire                            | Résultat |
| --------------- | ------------------------------------- | -------- |
| 1/32e de finale | Red Star Olympique (Division Honneur) | 0-1      |

### Saison 1928-1929
La saison 1928-1929 du SC Nîmois voit le club évoluer en Division d'Honneur du Sud-Est pour la première saison après avoir fait un passage éclair à l'échelon inférieur.
Le club nîmois termine à une honorable 3e place dans ce championnat pour un promu.
En coupe de France, les nîmois se font éliminer dès les seizièmes de finale par le Club français.
| Rang | Équipe                 | Pts | J  | G | N | P | Bp | Bc | Diff |
| ---- | ---------------------- | --- | -- | - | - | - | -- | -- | ---- |
| 1    | Olympique de Marseille | 23  | 10 | 5 | 3 | 2 | 29 | 14 | +15  |
| 2    | FC Sète                | 23  | 10 | 6 | 1 | 3 | 19 | 10 | +9   |
| 3    | SC Nîmois              | 20  | 10 | 4 | 2 | 4 | 13 | 19 | -6   |
| 4    | SO Montpellier         | 18  | 10 | 2 | 4 | 4 | 12 | 18 | -6   |
| -    | Stade raphaëlois       | 18  | 10 | 4 | 0 | 6 | 13 | 18 | -5   |
| -    | AS Cannes              | 18  | 10 | 2 | 4 | 4 | 19 | 24 | -5   |

- Qualifié pour le Championnat de France Excellence

| Adversaire             | Résultat aller  | Résultat retour |
| ---------------------- | --------------- | --------------- |
| Stade raphaëlois       | Scores inconnus | Scores inconnus |
| Olympique de Marseille | Scores inconnus | Scores inconnus |
| SO Montpellier         | 2-1             | 1-2             |
| AS Cannes              | Scores inconnus | Scores inconnus |
| FC Sète                | Scores inconnus | Scores inconnus |

| Tour            | Adversaire                         | Résultat |
| --------------- | ---------------------------------- | -------- |
| 1/32e de finale | CDE Bordeaux (Division d'Honneur)  | 1-0      |
| 1/16e de finale | Club français (Division d'Honneur) | 0-1      |

### Saison 1929-1930
La saison 1929-1930 du SC Nîmois voit le club évoluer en Division d'Honneur du Sud-Est pour la deuxième saison consécutive.
Le club nîmois termine à la 3e place a égalité avec l'OGC Nice et le Stade raphaëlois.
En coupe de France, les nîmois se font éliminer dès les seizièmes de finale par le Red Star Olympique.
| Rang | Équipe                 | Pts | J  | G  | N | P | Bp | Bc | Diff |
| ---- | ---------------------- | --- | -- | -- | - | - | -- | -- | ---- |
| 1    | Olympique de Marseille | 36  | 14 | 10 | 2 | 2 | 38 | 20 | +18  |
| 2    | FC Sète                | 34  | 14 | 9  | 2 | 3 | 40 | 19 | +21  |
| 3    | Stade raphaëlois       | 27  | 14 | 6  | 1 | 7 | 19 | 20 | -1   |
| -    | SC Nîmois              | 27  | 14 | 6  | 1 | 7 | 21 | 30 | -9   |
| -    | OGC Nice               | 27  | 14 | 5  | 3 | 6 | 28 | 39 | -11  |
| 6    | SO Montpellier         | 26  | 14 | 5  | 2 | 7 | 28 | 31 | -3   |
| 7    | AS Cannes              | 25  | 14 | 4  | 3 | 7 | 17 | 20 | -3   |
| 8    | Olympique Alésien      | 22  | 14 | 2  | 4 | 8 | 19 | 33 | -14  |

- Participe aux barrages de DH/DHB

| Adversaire             | Résultat aller  | Résultat retour |
| ---------------------- | --------------- | --------------- |
| Olympique de Marseille | Scores inconnus | Scores inconnus |
| Olympique Alésien      | Scores inconnus | Scores inconnus |
| AS Cannes              | Scores inconnus | Scores inconnus |
| SO Montpellier         | 3-2             | 1-3             |
| Stade raphaëlois       | Scores inconnus | Scores inconnus |
| FC Sète                | Scores inconnus | Scores inconnus |
| OGC Nice               | Scores inconnus | Scores inconnus |

| Tour            | Adversaire                              | Résultat |
| --------------- | --------------------------------------- | -------- |
| 4e tour         | FC Grenoble (Division inconnue)         | 4-1      |
| 1/32e de finale | RC Strasbourg (Division d'Honneur)      | 7-1      |
| 1/16e de finale | Red Star Olympique (Division d'Honneur) | 1-7      |

### Saison 1930-1931
La saison 1930-1931 du SC Nîmois voit le club évoluer en Division d'Honneur du Sud-Est pour la troisième saison consécutive.
Le club nîmois termine à la 7e place a égalité avec le Stade raphaëlois, mais parvient à se maintenir dans l'élite régionale lors des matchs de barrage de fin de saison.
En coupe de France, les nîmois se font éliminer dès les trente-deuxièmes de finale par les Girondins de Bordeaux.
| Rang | Équipe                 | Pts | J  | G | N | P | Bp | Bc | Diff |
| ---- | ---------------------- | --- | -- | - | - | - | -- | -- | ---- |
| 1    | Olympique de Marseille | 35  | 14 | 9 | 3 | 2 | 44 | 19 | +25  |
| 2    | AS Cannes              | 29  | 14 | 6 | 3 | 5 | 20 | 22 | -2   |
| 3    | OGC Nice               | 29  | 14 | 6 | 3 | 5 | 28 | 31 | -3   |
| 4    | FC Sète                | 27  | 14 | 5 | 3 | 6 | 24 | 17 | +7   |
| -    | SO Montpellier         | 27  | 14 | 4 | 5 | 5 | 15 | 20 | -5   |
| -    | Olympique Alésien      | 27  | 14 | 4 | 5 | 5 | 17 | 28 | -11  |
| 7    | SC Nîmois              | 25  | 14 | 4 | 3 | 7 | 20 | 30 | -10  |
| -    | Stade raphaëlois       | 25  | 14 | 5 | 1 | 8 | 21 | 22 | -1   |

- Participe aux barrages de DH/DHB

| Adversaire             | Résultat aller  | Résultat retour |
| ---------------------- | --------------- | --------------- |
| Olympique de Marseille | Scores inconnus | Scores inconnus |
| Olympique Alésien      | Scores inconnus | Scores inconnus |
| AS Cannes              | Scores inconnus | Scores inconnus |
| SO Montpellier         | 1-1             | 2-0             |
| Stade raphaëlois       | Scores inconnus | Scores inconnus |
| FC Sète                | Scores inconnus | Scores inconnus |
| OGC Nice               | Scores inconnus | Scores inconnus |

| Tour            | Adversaire                        | Résultat |
| --------------- | --------------------------------- | -------- |
| 1/32e de finale | Gir. Bordeaux (Division inconnue) | 3-4      |

### Saison 1931-1932
La saison 1931-1932 du SC Nîmois voit le club évoluer en Division d'Honneur du Sud-Est pour la quatrième saison consécutive.
Le club nîmois réalise une saison décevante et termine à la 7e place de la compétition.
C'est la dernière saison d'élite pour le football amateur, la saison qui suit voit l'apparition du football professionnel pour lequel le SCN et les autres clubs de Division d'Honneur postulent. Tous sont autorisés à quitter la Division d'Honneur du Sud-Est pour rejoindre la division nationale professionnelle à l'exception de l'UV Ganges.
En coupe de France, les nîmois se font éliminer dès les seizièmes de finale par le FC Sète.
| Rang | Équipe                 | Pts | J  | G  | N | P  | Bp | Bc | Diff |
| ---- | ---------------------- | --- | -- | -- | - | -- | -- | -- | ---- |
| 1    | SO Montpellier         | 35  | 14 | 10 | 1 | 3  | 47 | 19 | +28  |
| 2    | Olympique Alésien      | 32  | 14 | 8  | 2 | 4  | 34 | 18 | +16  |
| 3    | Olympique de Marseille | 31  | 14 | 8  | 1 | 5  | 33 | 24 | +9   |
| 4    | AS Cannes              | 30  | 14 | 7  | 2 | 5  | 33 | 33 | 0    |
| 5    | OGC Nice               | 29  | 14 | 7  | 1 | 6  | 40 | 31 | +9   |
| 6    | FC Sète                | 28  | 14 | 7  | 0 | 7  | 26 | 31 | -5   |
| 7    | SC Nîmois              | 21  | 14 | 1  | 5 | 8  | 18 | 37 | -19  |
| 8    | UV Ganges              | 18  | 14 | 2  | 0 | 12 | 15 | 53 | -38  |

| Adversaire             | Résultat aller  | Résultat retour |
| ---------------------- | --------------- | --------------- |
| UV Ganges              | Scores inconnus | Scores inconnus |
| Olympique de Marseille | Scores inconnus | Scores inconnus |
| Olympique Alésien      | Scores inconnus | Scores inconnus |
| AS Cannes              | Scores inconnus | Scores inconnus |
| FC Sète                | Scores inconnus | Scores inconnus |
| SO Montpellier         | 0-5             | 1-1             |
| OGC Nice               | Scores inconnus | Scores inconnus |

| Tour            | Adversaire                   | Résultat |
| --------------- | ---------------------------- | -------- |
| 1/32e de finale | SO Est (Division inconnue)   | 4-0      |
| 1/16e de finale | FC Sète (Division d'Honneur) | 1-2      |